# 鄭司維
鄭司維 （英語：Civi Cheng Szu Wei，1967年—），是一位台灣平面設計師、紙藝師，現任國立臺灣科技大學設計系專技副教授，也曾擔任過金點設計奬、iF設計獎等活動評審。

## 經歷
1991年，國立藝術學院美術系畢業；2008年，國立臺灣師範大學設計研究所碩士畢業；及後，繼續在師範大學設計系博士班深造。
他先後在銘傳大學、中國文化大學、天主教輔仁大學、臺灣科技大學等學府教學，也曾擔任過各項活動評審，並受邀演講。
1995起，與風潮音樂合作設計唱片封面，合作至今。同时，長期與國家兩廳院、雲門舞集、國光劇團等團隊合作，並擔任過台北國際城市藝術節、兩廳院廣場藝術節等活動項目的主視覺設計。2017年，擔任雙十國慶主視覺設計總監。
鄭司維也是一位紙模型設計師，曾經做過3D紙模型創作、成立網站及出版過幾本紙模型教學書。

## 獲獎
- 1997年，台北國際視覺設計獎書籍類創作金獎

- 2007年，台灣國際視覺設計獎活動識別類金獎

- 2008年，台灣視覺設計獎包裝類金獎

- 2009年，鄭司維、黃慧甄《如來如去》（Tathagata）獲第52屆葛萊美獎最佳唱片包裝設計獎入圍[9][10]

- 2010年，台灣視覺設計獎海報類金獎

- 2013年，鄭司維、黃慧甄《南島Vali》獲第24屆台灣傳藝金曲獎最佳專輯包裝獎[11]

- 2014年，鄭司維、黃慧甄《歌，飛過群山》（To & from the Heart by Taiwu Children's Ancient Ballads Troupe & Daniel Ho）獲第13屆美國獨立音樂獎最佳唱片包裝設計獎[12]

- 2014年，台灣視覺設計奬包裝設計類1鉑金奬、2金獎

- 2015年，《台北調》[13]（Taipei Tone）獲《Shopping Design》台灣設計Best 100（Taiwan Design Best 100）年度最佳設計奬

## 外部連結
- TIGDA （页面存档备份，存于）
- iF World Design Guide （页面存档备份，存于）
- PERSPECTIVES 觀點
- Okapi 閲讀生活誌 （页面存档备份，存于）